# Deux-Montagnes
Deux-Montagnes ist eine Stadt im Südwesten der kanadischen Provinz Québec. Sie liegt in der Verwaltungsregion Laurentides, rund 30 km westlich von Montreal. Deux-Montagnes ist der Verwaltungssitz der regionalen Grafschaftsgemeinde (municipalité régionale du comté) Deux-Montagnes, hat eine Fläche von 6,09 km² und zählt 17.496 Einwohner (Stand: 2016).

## Geographie
Deux-Montagnes liegt am Nordufer des Lac des Deux Montagnes, genauer an dessen Ausfluss in den Rivière des Mille Îles, einem der Mündungsarme des Ottawa River. Auf der gegenüberliegenden Seite des Flusses liegt die Île Jésus, auf der anderen Seeseite die Île Bizard – beides Inseln im Hochelaga-Archipel. Nachbargemeinden sind Saint-Eustache im Norden, Sainte-Marthe-sur-le-Lac im Westen, der Montrealer Stadtbezirk L’Île-Bizard–Sainte-Geneviève im Süden (auf der Île Bizard) und Laval im Osten (auf der Île Jésus).

## Geschichte
Das heutige Stadtgebiet war ursprünglich Teil von Saint-Eustache und zunächst weitgehend unbesiedelt. 1837 entstand zwar das erste Haus auf einem Grundstück am Seeufer, doch eine rege Wohnbautätigkeit begann erst um 1910 ein. Das zwei Jahre später eröffnete Postamt trug die Bezeichnung Jonction–Bel-Air. Im Jahr 1921, als die neue Siedlung knapp 300 Einwohner zählte, erfolgte die Gründung der Gemeinde Saint-Eustache-sur-le-Lac, durch Gebietsabtretung von Saint-Eustache. 1958 erhielt die Gemeinde den Stadtstatus, 1963 wurde sie in Deux Montagnes umbenannt – wobei die beiden namensgebenden Hügel (frz. „deux montagnes“) einige Kilometer weiter westlich bei Oka liegen.

## Bevölkerung
Gemäß der Volkszählung 2011 zählte Deux-Montagnes 17.552 Einwohner, was einer Bevölkerungsdichte von 2849,4 Einw./km² entspricht. 76,2 % der Bevölkerung gaben Französisch als Hauptsprache an, der Anteil des Englischen betrug 15,7 %. Als zweisprachig (Französisch und Englisch) bezeichneten sich 1,4 %, auf andere Sprachen und Mehrfachantworten entfielen 6,7 %. Ausschließlich Französisch sprachen 37,3 %. Im Jahr 2001 waren 83,0 % der Bevölkerung römisch-katholisch, 9,5 % protestantisch und 4,7 % konfessionslos.

## Verkehr
Parallel zum See- und Flussufer verläuft die Hauptstraße Route 344. Am westlichen Stadtrand verläuft die Autoroute 640; diese Autobahn, die im benachbarten Sainte-Marthe-sur-le-Lac beginnt und den Ballungsraum Montreal/Laval im Norden umfährt, endet bei Repentigny. Es gibt zwei Bahnhöfe auf Stadtgebiet, Grand-Moulin und Deux-Montagnes. Letzterer ist der Knotenpunkt des öffentlichen Nahverkehrs und die westliche Endstation einer exo-Eisenbahnvorortslinie nach Montreal. Sie ist zurzeit stillgelegt und wird 2023/24 durch das Réseau express métropolitain ersetzt. Vom Bahnhof Deux-Montagnes aus erschließen mehrere exo-Buslinien die Stadt und die Nachbargemeinden. Es gibt zwei Brücken auf die Île Jésus, diese dienen aber lediglich dem Bahnverkehr bzw. Fußgängern und Fahrradfahrern.

## Bilder

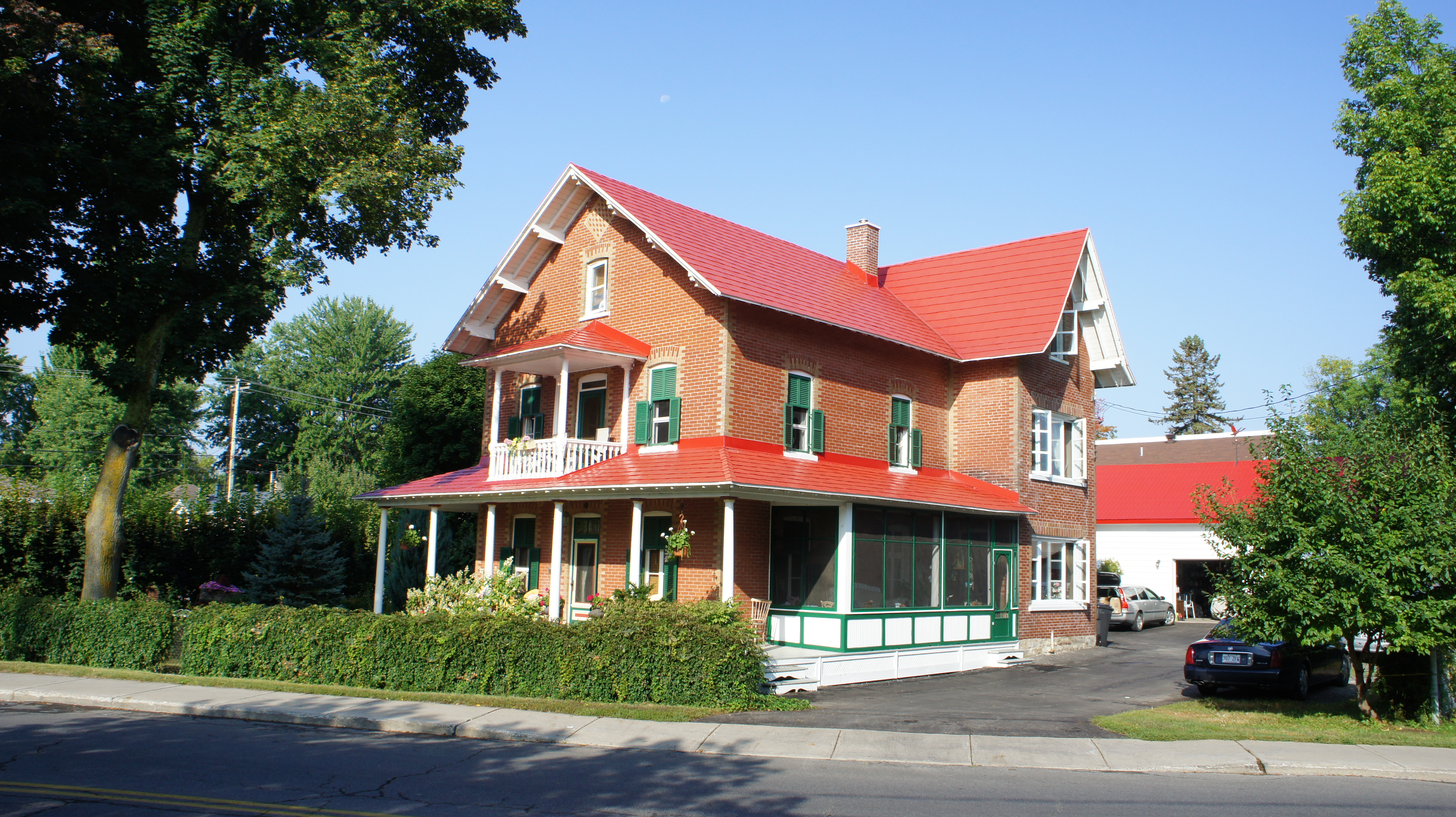
Maison Bélair
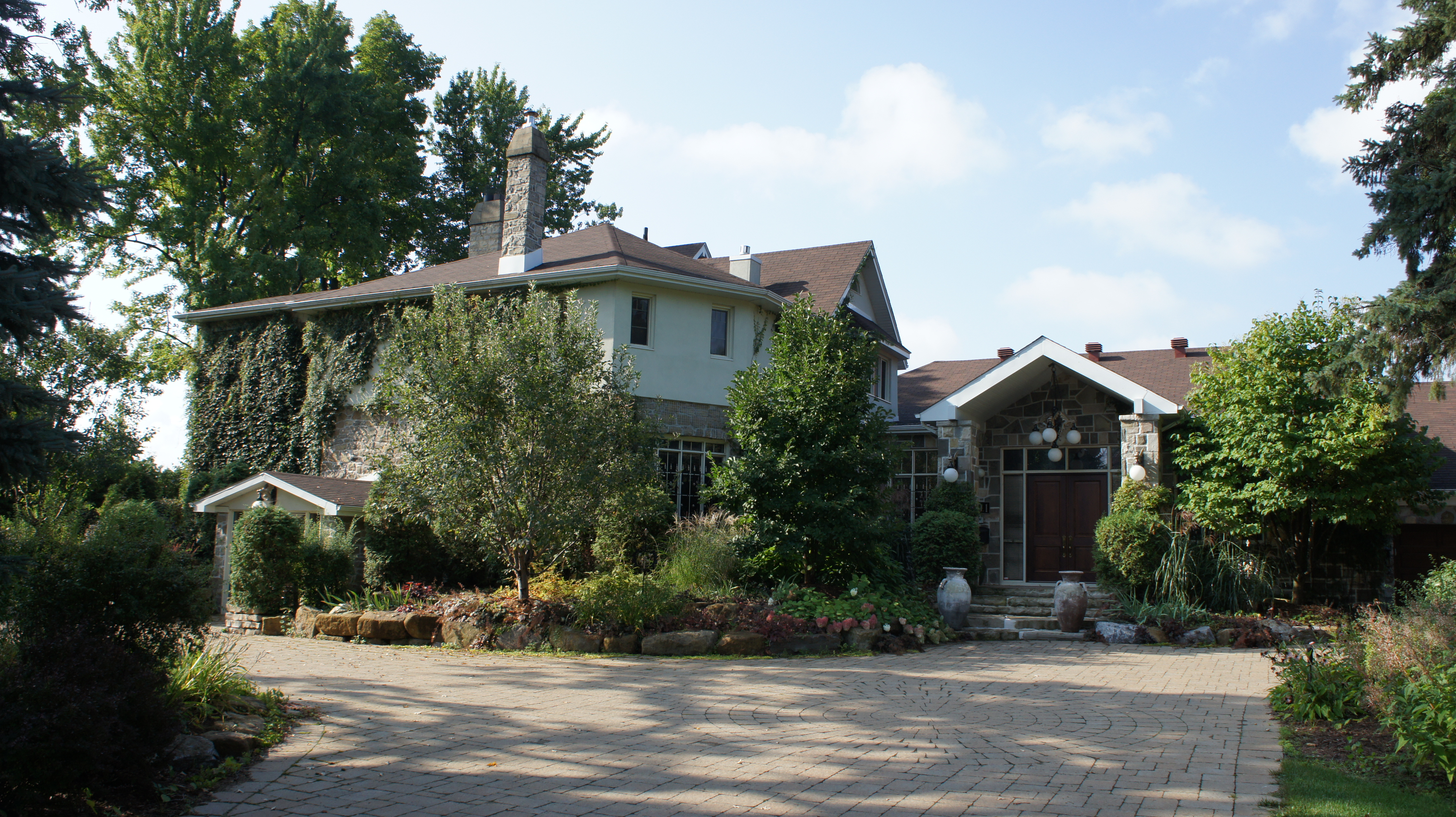
Maison Baudouin
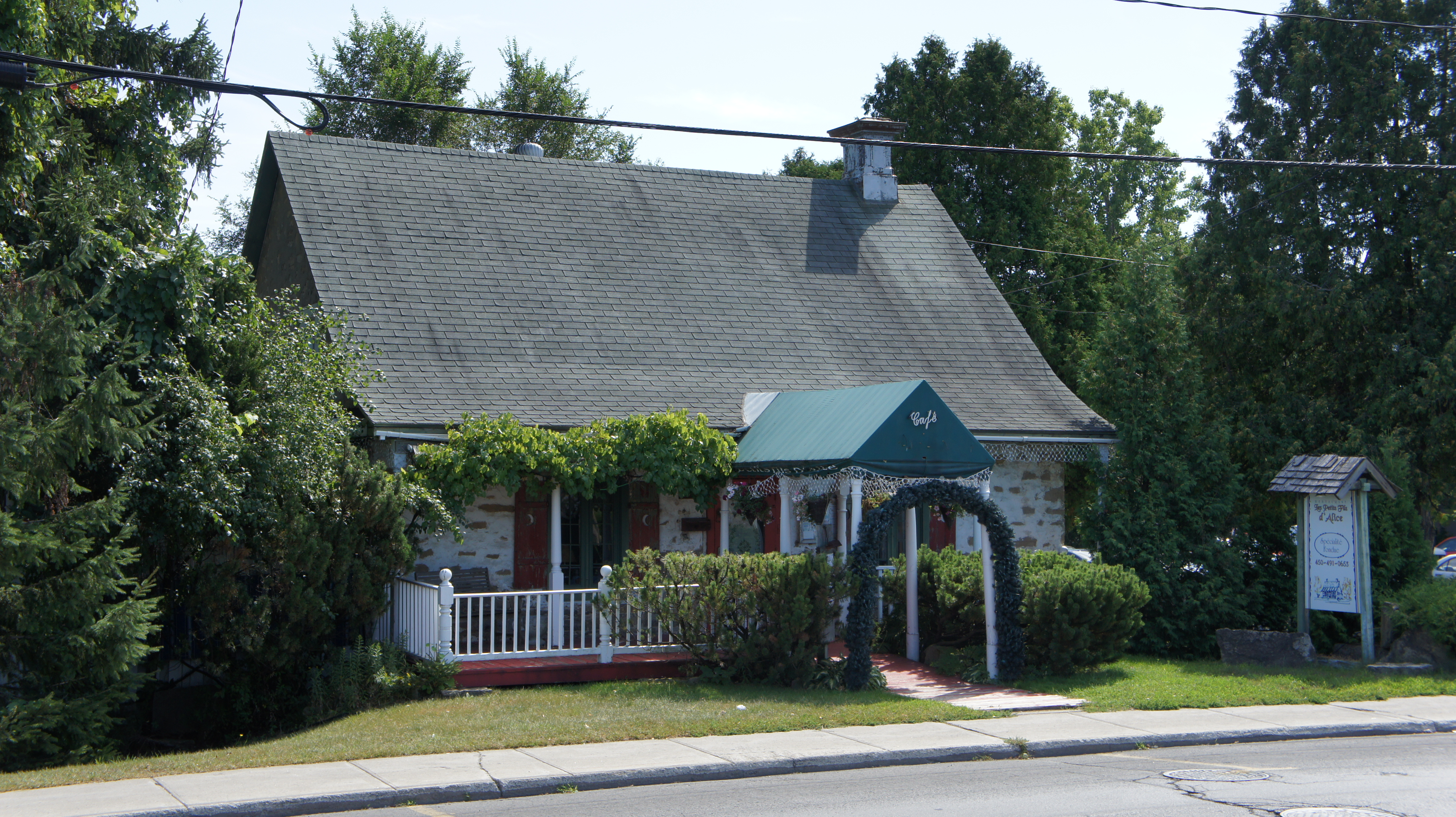
Maison Berthelet
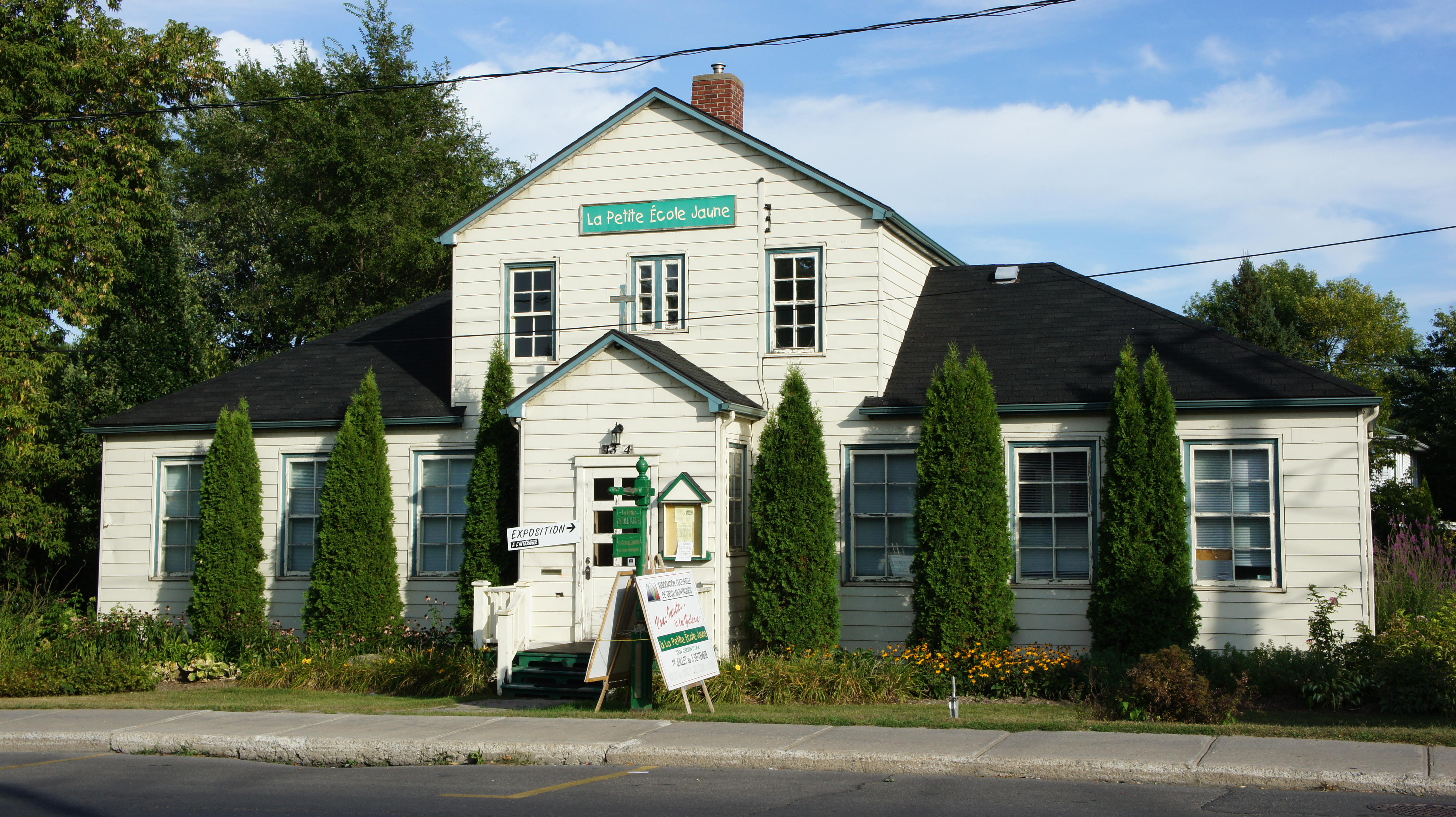
Petite école jaune (Kulturzentrum)